# منشأة بطاح
منشأة بطاح، قرية تابعة للوحدة المحلية لقرية سنهور المدينة، التابعة لمركز دسوق التابع لمحافظة كفر الشيخ في جمهورية مصر العربية.

## تاريخ
فصلت القرية عام 1275 هـ/1858 م عن زمام قرية العجوزين باسم عزبة بطاح، ولأن كلمة عزبة تدل على القلة والتبعية، فتم تغيير اسمها وأصبحت منشأة بطاح، وهو اسمها الحالي، وصدقت وزارة الداخلية على هذا القرار عام 1939.

## توابع القرية
لا يتبع القرية أي تابع من العزب أو الكفور أو النجوع.

## السكان
بلغ عدد سكان منشأة بطاح 530 نسمة، حسب الإحصاء الرسمي لعام 2006، منهم 262 ذكر و268 أنثى.